# Woodhaven (Queens)
Pour l’article homonyme, voir Woodhaven.
Woodhaven (autrefois Woodville) est un quartier de classe moyenne situé au centre de l'arrondissement du Queens à New York.

## Résidents notables
- Fred Trump (1905-1999), promoteur immobilier et père de Donald Trump a habité avec sa mère dans une maison située au 175-24 Devonshire Road[1]
- Elizabeth Christ Trump (1880-1966), mère de Fred Trump et grand-mère de Donald Trump, fondatrice de la Trump Organization

Composition ethno-raciale en 2010, :
- Blancs non hispaniques (17,3 %)
- Hispaniques et Latinos (53,5 %)
- Asiatiques (17,4 %)
- Noirs (6,1 %)
- Métis (2,8 %)
- Autres (2,9 %)